# Théâtre de marionnettes Harlekin
Le théâtre de marionnettes Harlekin (Harlekin Bábszínház) est un théâtre de marionnettes hongrois.

## Histoire
Il fut fondé dans les années 1960 par Zsuzsa Demeter dans la maison des Pionniers du comté d’Eger : elle en fut la directrice jusqu'en 1997. S'ensuivit ensuite un répertoire moins classique avec Pál Lengyel.